# Redita

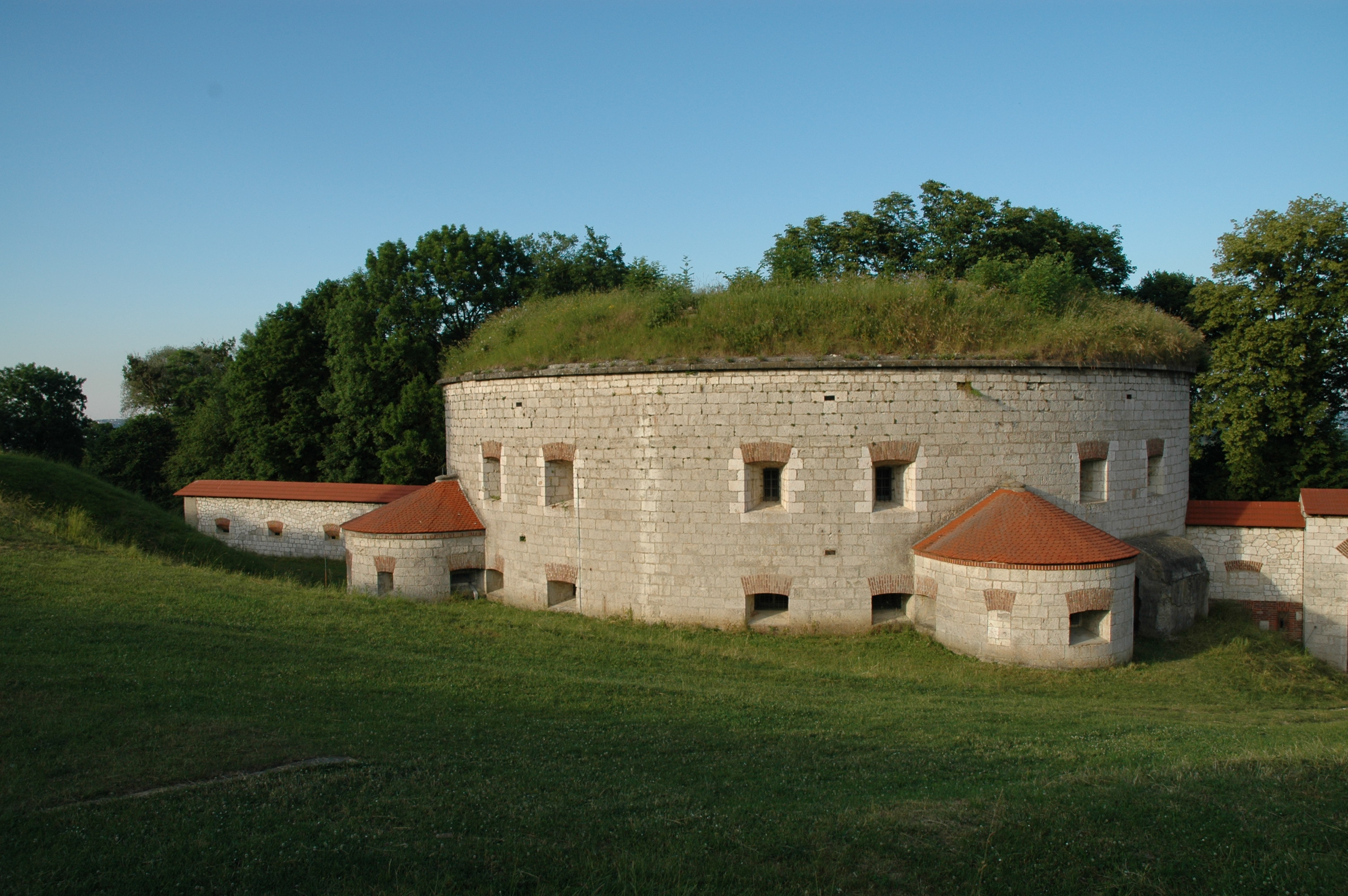
Murowana redita Fortu XXXII twierdzy Ulm

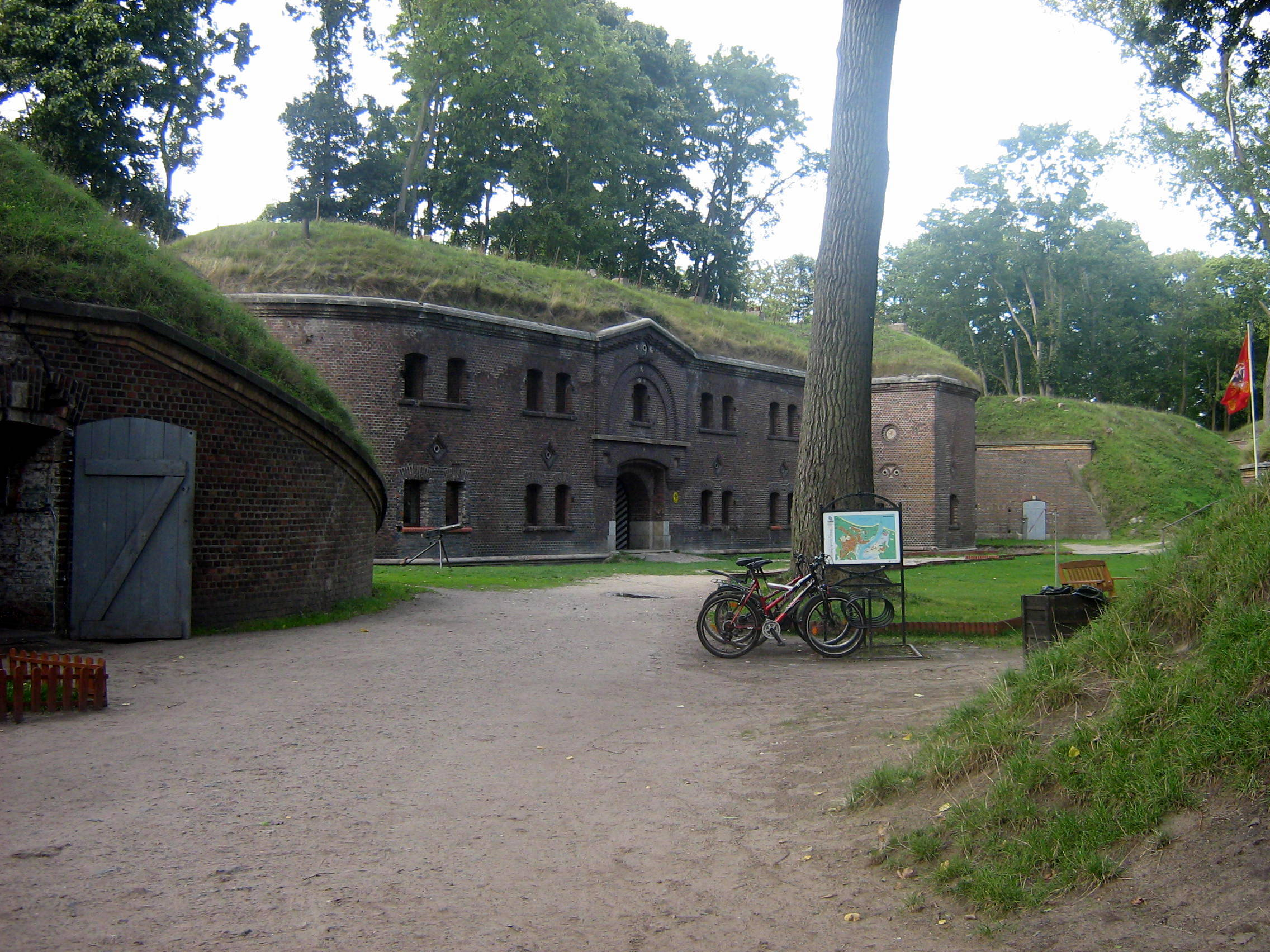
Redita Fortu Gerharda w Świnoujściu z XIX w.

Redita (fr. réduit) – murowana (rzadziej drewniana) budowla z kazamatami i działobitniami, tworząca ośrodek obrony (śródszaniec) fortu lub bastionu. Najczęściej półkolista lub kolista, niekiedy wielokątna. Stanowiła centrum fortu zwanego fortem reditowym.